# لويس هيل
لويس هيل (2 نوفمبر 1860 - 27 أغسطس 1940) (بالإنجليزية: Lewis Hill)‏ هو لاعب كريكت بريطاني وبريطاني (وحمل سابقاً جنسية المملكة المتحدة لبريطانيا العظمى وأيرلندا).